# Campionats del món de ciclisme en ruta de 2021
Els Campionats del món de ciclisme en ruta de 2021 es disputaren del 19 al 26 de setembre de 2021 a Lovaina, Bèlgica.

## Programa
| Data                             | Prova                            | Localitat (sortida)       | Localitat (arribada)      | Distància                 |
| Contrarellotge individual        | Contrarellotge individual        | Contrarellotge individual | Contrarellotge individual | Contrarellotge individual |
| -------------------------------- | -------------------------------- | ------------------------- | ------------------------- | ------------------------- |
| 19 Setembre                      | Contrarellotge masculina         | Knokke-Heist              | Bruges                    | 43.3 km (26.9 mi)         |
| 20 Setembre                      | Contrarellotge masculina sub-23  | Knokke-Heist              | Bruges                    | 30.3 km (18.8 mi)         |
| 20 Setembre                      | Contrarellotge femenina          | Knokke-Heist              | Bruges                    | 30.3 km (18.8 mi)         |
| 21 Setembre                      | Contrarellotge femenina júnior   | Knokke-Heist              | Bruges                    | 19.3 km (12.0 mi)         |
| 21 Setembre                      | Contrarellotge masculina júnior  | Knokke-Heist              | Bruges                    | 22.3 km (13.9 mi)         |
| Contrarellotge per equips mixtos |                                  |                           |                           |                           |
| 22 Setembre                      | Contrarellotge per equips mixtos | Knokke-Heist              | Bruges                    | 44.5 km (27.7 mi)         |
| Cursa en línia                   |                                  |                           |                           |                           |
| 24 Setembre                      | Cursa en línia masculina júnior  | Lovaina                   | Lovaina                   | 119.4 km (74.2 mi)        |
| 24 Setembre                      | Cursa en línia masculina sub-23  | Anvers                    | Lovaina                   | 162.6 km (101.0 mi)       |
| 25 Setembre                      | Cursa en línia femenina júnior   | Lovaina                   | Lovaina                   | 73.7 km (45.8 mi)         |
| 25 Setembre                      | Cursa en línia femenina          | Anvers                    | Lovaina                   | 157.7 km (98.0 mi)        |
| 26 Setembre                      | Cursa en línia masculina         | Anvers                    | Lovaina                   | 268.3 km (166.7 mi)       |

## Resultats

### Proves professionals
| Prova                            | Or                                                                                                 | Or         | Plata | Plata    | Bronze | Bronze   |
| Proves masculines professionals  | |            | |          | |          |
| Cursa en línia masculina detalls | Julian Alaphilippe (FRA)                                                                           | 5h 56' 34" | Dylan van Baarle (NED)                                                                                                 | + 32"    | Michael Valgren (DEN)                                                                                            | + 32"    |
| Contrarellotge masculina detalls | Filippo Ganna (ITA)                                                                                | 47' 47.83" | Wout van Aert (BEL) | + 5.37"  | Remco Evenepoel (BEL)                                                                                            | + 43.34" |
| Proves femenines professionals   | |            | |          | |          |
| Cursa en línia femenina detalls  | Alemanya · Lisa Brennauer · Lisa Klein · Mieke Kröger · Nikias Arndt · Tony Martin · Max Walscheid | 50' 49.10" | Països Baixos · Annemiek van Vleuten · Ellen van Dijk · Riejanne Markus · Koen Bouwman · Bauke Mollema · Jos van Emden | + 12.79" | Itàlia · Marta Cavalli · Elena Cecchini · Elisa Longo Borghini · Edoardo Affini · Filippo Ganna · Matteo Sobrero | + 37.74" |

### Proves sub-23
| Prova                                   | Or                          | Or         | Plata                | Plata    | Bronze                   | Bronze   |
| Proves sub-23                           |                             |            |                      |          |                          |          |
| Cursa en línia masculina sub-23 detalls | Filippo Baroncini (ITA)     | 3h 37' 36" | Biniam Ghirmay (ERI) | + 2"     | Olav Kooij (NED)         | + 2"     |
| Contrarellotge masculina sub-23 detalls | Johan Price-Pejtersen (DEN) | 34' 29.75" | Luke Plapp (AUS)     | + 10.24" | Florian Vermeersch (BEL) | + 11.39" |

### Proves júniors
| Prova                                   | Or                       | Or         | Plata                 | Plata    | Bronze                    | Bronze   |
| Proves masculines júniors               |                          |            |                       |          |                           |          |
| Cursa en línia masculina júnior detalls | Per Strand Hagenes (NOR) | 2h 43' 48" | Romain Grégoire (FRA) | + 19"    | Madis Mihkels (EST)       | + 24"    |
| Contrarellotge masculina júnior detalls | Gustav Wang (DEN)        | 25' 37.42" | Josh Tarling (GBR)    | + 20.20" | Alec Segaert (BEL)        | + 29.48" |
| Proves femenines júniors                |                          |            |                       |          |                           |          |
| Cursa en línia femenina júnior detalls  | Zoe Bäckstedt (GBR)      | 1h 55' 33" | Kaia Schmid (USA)     | + 0"     | Linda Riedmann (GER)      | + 57"    |
| Contrarellotge femenina júnior detalls  | Alena Ivanchenko (RUS)   | 25' 05.49" | Zoe Bäckstedt (GBR)   | + 10.64" | Antonia Niedermaier (GER) | + 25.32" |

## Medaller
| Posició | País          | Or | Plata | Bronze | Total |
| 1       | Itàlia        | 3  | 0     | 1      | 4     |
| 2       | Dinamarca     | 2  | 0     | 1      | 3     |
| 3       | Països Baixos | 1  | 3     | 2      | 6     |
| 4       | Regne Unit    | 1  | 2     | 0      | 3     |
| 5       | França        | 1  | 1     | 0      | 2     |
| 6       | Alemanya      | 1  | 0     | 2      | 3     |
| 7       | Noruega       | 1  | 0     | 0      | 1     |
| 7       | Rússia        | 1  | 0     | 0      | 1     |
| 9       | Bèlgica       | 0  | 1     | 3      | 4     |
| 10      | Austràlia     | 0  | 1     | 0      | 1     |
| 10      | Eritrea       | 0  | 1     | 0      | 1     |
| 10      | Suïssa        | 0  | 1     | 0      | 1     |
| 10      | Estats Units  | 0  | 1     | 0      | 1     |
| 14      | Estònia       | 0  | 0     | 1      | 1     |
| 14      | Polònia       | 0  | 0     | 1      | 1     |
| Total   | Total         | 11 | 11    | 11     | 33    |